# یواس‌اس کارنینویل (پی‌سی-۱۱۲۰)
یواس‌اس کارنینویل (پی‌سی-۱۱۲۰) (به انگلیسی: USS Carlinville (PC-1120)) یک کشتی بود که طول آن 173' 8" بود. این کشتی در سال ۱۹۴۲ ساخته شد.